# ألفارو لارا
ألفارو لارا (بالإسبانية: Álvaro Lara)‏ (26 أغسطس 1984 في تشيلي - 20 نوفمبر 2011 في تشيلي) هو لاعب كرة قدم تشيلي في مركز الهجوم. لعب مع نادي أونيفرسيداد كاتوليكا وكوريكو يونيدو ونادي كونسيبسيون ‏ وDeportes Linares ‏ ورينجرز دي تالكا.

## وصلات خارجية
- ألفارو لارا على موقع قاعدة بيانات كرة القدم.إي يو (الإنجليزية)